# Nikkulaat Jeremiassen
Nikolaj „Nikkulaat“ Jeremiassen (* 19. Februar 1961 in Niaqornaarsuk) ist ein grönländischer Politiker (Siumut).

## Leben
Nikkulaat Jeremiassen ist Jäger und Fischer.
Er begann seine politische Karriere 2000 im Rat der Gemeinde Kangaatsiaq, damals noch für die Atassut. Bei den Kommunalwahlen 2001 und 2005 wurde er wiedergewählt. Er kandidierte erstmals bei der Parlamentswahl 2005 für einen Sitz und erreichte den sechsten Nachrückerplatz der Atassut. Von dort aus wurde er im November 2007 und im November 2008 jeweils für einige Tage als Stellvertreter Mitglied im Inatsisartut. Bei der Kommunalwahl 2008 erreichte der nur den dritten Nachrückerplatz der Atassut für den Rat der neuen Qaasuitsup Kommunia. Anschließend wechselte er zur Siumut und kandidierte für diese bei der Parlamentswahl 2009 und erreichte den zweiten Nachrückerplatz. Er hätte zweimal die Möglichkeit habt, als Stellvertreter im Parlament zu sitzen, verzichtete aber offenbar. Bei der Wahl 2013 gelang ihm mit 176 Stimmen erstmals der direkte Parlamentseinzug. Im selben Jahr scheiterte er bei den Kommunalwahlen.
Mit 221 Stimmen verteidigte er bei der Parlamentswahl im folgenden Jahr seinen Sitz im Inatsisartut. Nach dem Austritt von Karl-Kristian Kruse aus dem Naalakkersuisut wurde Nikkulaat Jeremiassen im Mai 2016 zu dessen Nachfolger als Minister für Fischerei, Jagd und Landwirtschaft im Kabinett Kielsen I ernannt, wo er bis zur Ersetzung der Regierung durch das Kabinett Kielsen II blieb. Seit der Kommunalwahl 2017 sitzt er zudem im Rat der Kommune Qeqertalik.
Bei der Parlamentswahl 2018 erreichte er den dritten Nachrückerplatz für die Siumut und rückte schließlich ins Inatsisartut nach, da vier Parlamentsmitglieder der Partei zu Ministern ernannt wurden. Im Oktober 2018 wurde er für das Kabinett Kielsen IV erneut zum Fischerei-, Jagd- und Landwirtschaftsminister ernannt. Anfang 2019 geriet er in die Kritik, weil seine Aussagen zu nachhaltiger Fischerei und Überfischung als widersprüchlich wahrgenommen wurden. Am 28. März reichte die Inuit Ataqatigiit ein Misstrauensvotum ein, das von der Parlamentsvorsitzenden Vivian Motzfeldt aus formalen Gründen abgewiesen wurde. Am 5. April sprach auch der Fischereiausschuss ihm das Misstrauen aus. Nachdem auch die Mehrheit der Parteien dasselbe getan hatte, trat er am 9. April freiwillig von seinem Amt zurück, während zeitgleich auch die Atassut die Regierung verließ. Seither war er wieder Parlamentsabgeordneter. Nachdem auch Erik Jensen die Regierung verlassen hatte, schied Nikkulaat Jeremiassen am 1. Mai 2020 mit dem Auslaufen des Urlaubs von Laura Táunâjik wieder aus dem Parlament aus, trat aber dauerhaft ein, als Laura Táunâjik wenig später dauerhaft zurücktrat.
Bei der Parlamentswahl 2021 erreichte er nur den dritten Nachrückerplatz der Siumut und schied aus dem Inatsisartut aus. Ihm gelang jedoch der Wiedereinzug in den Rat der Kommune Qeqertalik. Zur Herbstsitzung gelangte er im September 2021 für den beurlaubten Kim Kielsen wieder ins Parlament. Nur wenige Tage später wurde er Anfang Oktober zum Vorsitzenden der Jäger- und Fischerorganisation KNAPK ernannt, weswegen er seinen Parlamentssitz wieder abgeben musste. Er ließ sich im Frühjahr 2025 beurlauben, um wieder bei der Parlamentswahl antreten zu können, wurde aber nicht gewählt. Auch bei der Kommunalwahl bewarb er sich erfolglos um einen erneuten Platz im Kommunralrat der Kommune Qeqertalik.
Nikkulaat Jeremiassen wurde am 2. November 2006 mit dem Nersornaat in Silber ausgezeichnet. Mit seiner Frau Kristianne hat er vier Kinder.